# Twix
Twix («Твікс») — шоколадний батончик виробництва Mars Incorporated. Упаковка Twix зазвичай складається з двох вузьких смужок з печива з карамеллю всередині, зверху покритих шаром молочного шоколаду.

## Загальний опис
Батончик спочатку називався Raider і вперше почав вироблятися в Великій Британії 1968 року. 1979 року продукт був імпортований в США під назвою Twix. Назва походить від двох англійських слів: twin («подвійний, що становить пару») та biscuits («печиво»). У багатьох європейських країнах батончик з історичних причин досі продається під маркою Raider. Одними з основних причин, з яких назва поступово змінюється на Twix, є зростаюча споживча мобільність та транснаціональне мовлення засобів масової інформації.
У 2000-ні роки з'явилися великі упаковки Twix для чаю з різними начинками — Twixels.

## Асортимент
В Україні, в роздрібній торгівлі, трапляються упаковки батончиків таких видів:
- Twix — 55 г (2 печива по 27,5 г)
- Twix Xtra — 82 г (2 печива по 41 г)
- Twix minis — 184 г.

## Характеристика
| Twix Харчова цінність в 100 г продукту |        |
| --- | ------ |
| Енергетична цінність 497 ккал / 2077 кДж |        |
| \| Білки \| 4,1 \| \| Жири \| 24,3 \| \| насичені \| 13,1 \| \| Вуглеводи \| 64,5 \| \| дисахариди \| 49,5 \| \| \| \| \| \| \| \| Натрій \| 149 мг \| \| \| \| |        |
| |        |
| Білки | 4,1    |
| Жири | 24,3   |
| насичені | 13,1   |
| Вуглеводи | 64,5   |
| дисахариди | 49,5   |
| |        |
| |        |
| Натрій | 149 мг |
| |        |

- Термін придатності: близько 8 місяців з дати виготовлення.
- Зберігати при температурі від +5 °C до +22 °C при відносній вологості не більше 70 %.

### Склад
- Шоколад: цукор, какао-масло, незбиране сухе молоко, какао терте, лактоза, молочний жир, емульгатор (соєвий лецитин), ароматизатор (ванілін), знежирене сухе молоко;
- Карамель: глюкозний сироп, цукор, пальмова олія, знежирене сухе молоко, сіль, ванілін;
- Печиво: пшеничне борошно, кондитерський жир, цукор, какао порошок, сіль, розпушувач (бікарбонат натрію), ванілін.

## Галерея

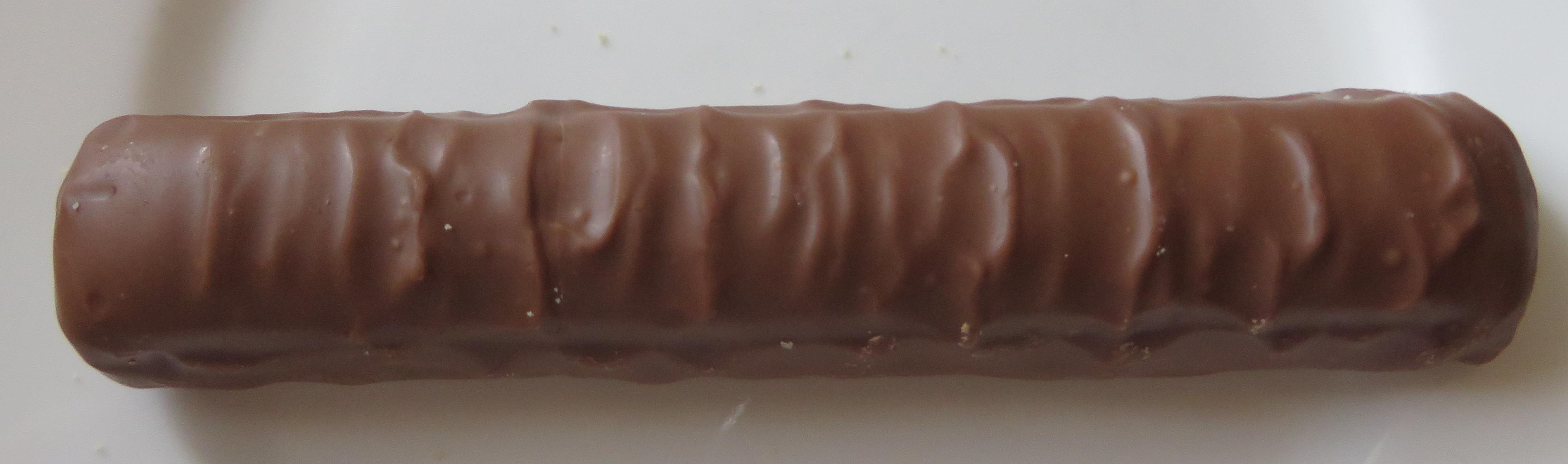
Шоколадний батончик Твікс, Україна, 2014